# Perieți (Ialomița)
Pour l’article homonyme, voir Perieți.
Perieți est une commune du județ de Ialomița en Roumanie.